# Ophioplinthus turgida
Ophioplinthus turgida är en ormstjärneart som först beskrevs av Ole Theodor Jensen Mortensen 1936.  Ophioplinthus turgida ingår i släktet Ophioplinthus och familjen fransormstjärnor. Inga underarter finns listade i Catalogue of Life.